# カーツウェル・K2600
カーツウェルK2600とは、1999年に発売された、カーツウェル（Kurzweil ）のシンセサイザーの商品・型番名である。

## 特徴
V.A.S.T（Variable Architecture Synthesis Technology ）という音源システムと、KDFXと呼ばれる独自のエフェクト機構を内蔵している。大きなリボンコントローラーが特徴で、多彩なエフェクトをコントロールできる。従来機であるK2500からの変更点としては、トリプルモード、KB3モード(ハモンドオルガンのシミュレート)の追加、ピアノROMの標準搭載、などが挙げられる。
本体カラーは紫と黒の2種類が存在したが、現在は黒のみが流通している模様である。
- V.A.S.T（Variable Architecture Synthesis Technology ）

V.A.S.Tでは、オシレータ、フィルター、アンプといったシンセサイザーの基本構成自体を「アルゴリズム」と呼ぶ。これを選択し、さらにアルゴリズム内で機能を選択することで、ある程度シンセサイザーとしての構成を変更することができる、セミモジュラーとも言うべき構造である。これにより、K2600シリーズでは複数種類のフィルターを切り替えたり同時使用したり、フィルター以外に倍音を加える機能を用いたり、同一のレイヤー内で信号をパラレル化して別々の処理（フィルター等）の後でミックスして出力するなど、多彩なプロセッシングが可能になっている。
例として、プリセット5番「Rock Grand」のレイヤー1はこのようになっている。
[PITCH] - [PARA TREBLE] - [LOPASS] - [AMP]　　（アルゴリズム4番）
この中で「PITCH」「AMP」はすべてのアルゴリズムで共通だが、その間に挟まる機能とそのつながり方（直列・並列）はアルゴリズムによって異なる。
アルゴリズム4番では、[PARA TREBLE]の部分で[PARA BASS]、[PARA MID]、[2POLE LOPASS]、[2PARAM SHAPER]、[BANDPASS FILT]、[NOTCH FILTER]などを、
[LOPASS]の部分では[GAIN]、[SHAPER]、[DIST]、[SW+SHP]、[SAW+]などを選択して使用することができる。
たとえばSAW+はDSPによるオシレータの鋸波であり、48音という発音数とは別にオシレータを持っていて鳴らすことが可能になっている。
また、SHAPERは波形に対して倍音を付加し、クリップすると折り返し波形が加わるというものである。値を調整することでFM変調に近い効果が得られる。
V.A.S.Tの典型的な活用例として、アルゴリズム8番を使用した例を示す。
[PITCH] - [GAIN] -　[SAW+] - [SHAPER] - [AMP]
この例では、キーマップで選択したPCM波形をモジュレータ、SAW+をSHAPERで加工した波形をキャリアとしたFMシンセサイザーを構築している。
このときSHAPERの値を1.000としておくことでSAW+の出力がサイン波となり、FMシンセサイザーとして最適な結果が得られる。
モジュレーションの量（モジュレータのアウトプットレベル）を[GAIN]で、周波数はキーマップとSAW+の音程でそれぞれ設定する。
基本的に1音色は3レイヤーで構成する。「ドラム･プログラム」に設定した音色では32レイヤーを扱うことができる。また、音色に使用する波形のセットを「キーマップ」と呼ぶが、K2600シリーズやその前身であるK2000、K2500シリーズではキーマップの段階で8段階までのベロシティ・スプリットを組むことができるため、強弱の音色変化が3段階しか設定できないわけではない。
- トリプルモード

k2600シリーズで加わった新機能で、上記で解説したV.A.S.Tの3レイヤーを重ねるのではなく、横一列に並べることでより長大なアルゴリズムを構成し、複雑なプロセッシングを実現する。
- KDFX

独自のエフェクターで、2つのパラメトリックEQを持った入力バスを4つ、それぞれに対するインサートバス、そしてAUXバスを持った仮想スタジオを構成して使用する。
インサートバスとAUXバスにはプリセットのほか、ユーザーが作成したエフェクトチェインを割り当てることができる。
高機能だが、構成上、日本製のDTM音源などに多く見られるMIDIチャンネルごとに異なるセンド量でのAUXワーク（例・パートごとにリバーブの量を変えるなど）は不可能となっている。
- KB3

44ボイス分のDSPパワーを使用してHAMMOND B-3をエミュレートする仮想トーンホイール･オルガンともいうべき機能。
KB3では8つのスライダーとモジュレーションホイールをあわせて9本のドローバーに見立て、また、搭載されたスイッチを使用してビブラート/コーラス、レズリーのスロー・ファストのコントロールやパーカッションのオン/オフ、音程設定、ディケイの選択など、B-3に近いコントロールが可能。
また、トーンホイールに使用する波形を自由に選択できるほか、隣接するトーンホイールのサウンドが混ざってしまうリーケージノイズの具合なども設定することができる。
レズリースピーカーのシミュレーションはKDFXで行う。
KB3のプリセットを選んでもマルチティンバー音源として機能するため、ボイス数の制約はあるものの、KB3によるオルガンとベースを同時に演奏する等も可能になっている。
- ピアノROM

K2500シリーズのオプションとして用意された4MBのステレオピアノROMを標準搭載している。このピアノサウンドは同社micro pianoと同一録音だが、micro pianoはモノラル、K2500/2600シリーズのものはステレオとなっている。（ただし、モノラルバージョンもROMに収録されており音色作りに活用することができる。）
- サンプラー機能

K2600シリーズは、前身であるK2000、K2500同様にサンプラーでもある。サンプリングのための入力端子等はオプションだが、SIMMによりRAMを搭載することで、WAVファイル等を読み込んでプレイバック･サンプラーとして使用することは可能。また波形編集機能も搭載している。他社サンプラーフォーマットとしては、AKAI、ENSONQ、Rolandのものを読み込み可能となっている。
- 外部ストレージ

K2600シリーズは2HD対応の3.5インチフロッピーディスクドライブを搭載している（K2661のみスマートメディア）。
また、D-SUB 25pin型のSCSI端子をもち、CD-ROMドライブ、HDD、MO、Zipなどのストレージデバイスを装着することができる。K2661以外では、HDDなどの内蔵も可能である。
ファイルシステムとしてはWindowsのFATと互換性があるため、Windowsで書き込んだフロッピー、MO等をそのまま利用できる。
この場合MOの種別は230MBのものが安全である。

## ラインナップ
- K2600 - セミウェイテッド76鍵モデル
- K2600X - フルウェイテッド88鍵モデル
- K2600R - 3Uラックマウントモデル
- K2661 - 61鍵モデル

音源部はいずれも同じ。
K2600,K2600Xはスライダーの数も同じで、違いは鍵盤数とその構造のみとなっている。
K2600Rはラックマウントモデルのため、スライダー、リボンコントローラ、ペダル入力、ブレス・コントローラ入力等を持たない。
K2661はリボンコントローラがオプションとなっているが、他モデルではオプションとなっているP/RAM（ユーザーが音色等を保存する領域を拡張するオプション）、
オーケストラROM、コンテンポラリROM、GMROM、ADAT出力をデフォルトで搭載している。ただしK2661のADATは、同期のマスターとしてしか機能しない。
また、初期状態でサンプリングオプションを搭載したバージョンがそれぞれK2600S、K2600XS、K2600RSとして発売された。

## スペック
- 音源方式：V.A.S.T（Variable Architecture Synthesis Technology ）
- 最大同時発音数 ：48音（DSPによるオシレータを含めると、192オシレータ）
- 波形メモリー容量：12MB（最大44MBまで拡張可能）
- エフェクト部：KDFX
- サンプルメモリ：4MB（最大128MB）
- コントローラー：スライダー×8、モジュレーションホイール、ピッチベンダー、リボンコントローラー×2

## オプション
- ROM-1 オーケストラROM　：　8MBのオーケストラサウンドを追加。K2661には標準搭載。
- ROM-2 コンテンポラリーROM　：　8MBのエスニック、シンセ、ドラム、その他生楽器系のサウンドを追加K2661には標準搭載。
- ROM-3 ステレオダイナミックピアノROM　：　4MBのピアノを追加。本体のものに対する強弱の補完になっている。
- ROM-4 ビンテージキーROM　：8MBのビンテージエレピなどを追加。
- ROM-5 GM ROM　：　GM音源に必要な波形を追加する。　ROM-4とROM-5は排他になっており、どちらか一枚しか搭載できない。(GMが標準搭載のK2661を除く）
- ドーターボード　RMB-26　：　K2661を除く2600シリーズにサウンドROMを追加するためのドーターボード。
- P/RAM　：　ユーザーによる保存領域を拡張するオプション。K2661には標準搭載。
- スーパーリボンコントローラ ： 60mmのリボンコントローラで、K2600X、K2600には標準搭載。K2661用。
- サンプリングオプション SMP-26X ：　アナログ/デジタルの入力を追加するオプションで、これによりK2600シリーズは完全なサンプラーとして機能する。  入力信号をKDFXでプロセスするエフェクターとしても使用可能になる。　K2661用には、SMP-61が必要で互換性は無い。

そのほかにもデジタル入出力などのオプションが発売された。

## 使用していたミュージシャン
- ジョーダン・ルーデス
- ハービー・ハンコック
- 佐橋俊彦
- 川井憲次